# Violence Jack: Evil Town
Violence Jack: Evil Town (バイオレンス ジャック 〜地獄街編〜, Baiorensu jakku jigoku-gai-hen). Es el segundo OVA de una serie de 3 Ovas lanzadas entre 1986 y 1990. Basado en la obra Violence Jack: Jigoku Machihen. Escrita por el mangaka Go Nagai y publicada por Soei Shinsha.
Esta OVA fue censurada por completo en Australia debido a su violencia explícita.

## Argumento
Un terremoto azota la ciudad de kanto, provocando que parte de esta quede sepultada bajo los escombros e impidiendo el escape de los supervivientes a la superficie, así como la entrada de la luz solar al interior. Con el tiempo, los habitantes bautizan el lugar como la “Ciudad del infierno” y se adaptan a la supervivencia mediante la ingesta de ratas e insectos y el consumo de agua de fango.
Sobrevivir se vuelve un reto cuando la ahora ciudad subterránea se divide en 3 secciones. La  zona A, liderada por un hombre que ostentaba el cargo de alcalde y un policía conocido como Kawamori. La zona B, al frente de Mad Saulus —junto a su pareja transexual “Blue”— y la zona C, gestionada por Aila Mu.
Dos de las zonas tienen como objetivo principal escarbar hasta dar con la superficie y de esta manera regresar al mundo exterior. Durante una de las excavaciones, Kawamori junto a su grupo liberan de su sepultura a Jack y le piden que se una a ellos para protegerlos de los ataques de la zona B.
Sin embargo, poco después es revelado por Aila que, tras suceder la tragedia, fueron amenazadas de muerte por los miembros de la zona A si se negaban a tener sexo con ellos, resultando en una violación masiva. Tras la narrativa, Mu solicita a Jack que se una a ellas, el cual accede.
Ya en el territorio de la zona C,  Jack descubre la salida que los conducirá a la superficie. No obstante, Aila le pide que avise a los demás (incluidas la zona A y B), a pesar de las atrocidades cometidas contra ellas. Mientras tanto, tras ser acorralados y ver derrotados a la mayoría de sus compañeros; kawamori traiciona y asesina al alcalde, así como a los miembros sobrevivientes, aliándose con la zona B.
Pese a esto, el plan de Aila se ve mermado por el ataque sorpresa de Mad quien ordena a su banda los “Mad raider” realizar una emboscada a la zona C. Ante la situación, Jack decide enfrentarse contra Saulus, pero aprovechando la pelea entre los dos, los “Mad raider” se adelantan y logran penetrar en el territorio. La primera víctima es una de las chicas llamada; Rikki, quien es acuchillada por la garganta. Luego, el resto son sometidas y comienzan a ser violadas nuevamente. Situaciones como el empalamiento y la humillación sexual van acompañadas de una línea argumental entre el ero-guro, el gore y la violencia extrema.
Por otro lado, Jack se encuentra haciendo frente a Mad y, tras una breve lucha, lo deja inconsciente. Entre tanto, Kawamori aprovecha la situación para intentar violar nuevamente a Aila, pero es asesinado por Blue. Esta, en su lugar, comienza a violar a la chica y a su vez es sorprendida por Jack. Furioso, la decapita y desmiembra los cuerpos de los victimarios, salvando a las chicas, luego les pide que salgan a la superficie.
Cuando Saulus está a punto de hacerle frente a Jack, de nuevo encuentra la cabeza cercenada de Blue y jura vengarlos. Después le promete que volverán a reunirse en el infierno —que para ellos es como su hogar—. Finalmente, empieza a comerse su cabeza. Luego de cometer canibalismo, sufre una metamorfosis y se convierte en un demonio.
Consternado, enfrenta a Jack e inician una batalla descomunal, culminando con la muerte de Mad al recibir una puñalada en la cabeza. En la siguiente escena se aprecia a Jack caminar hacia la superficie.
Las chicas salen al exterior y ven la ciudad completamente destruida. Ante el panorama, deciden no darse por vencidas y seguir con sus vidas.